# Praktischer Idealismus
Praktischer Idealismus ("Idealismo pratico") è un saggio di Richard Nikolaus di Coudenhove-Kalergi.
Scritto tra il 1920 e il 1924, fu pubblicato a Lipsia e Vienna nel 1925.
Tale testo, una rappresentazione ideale e pratica per il futuro dell'Europa in primis e, più in generale dell'umanità, si basava sulla visione di Kalergi di una profonda rivoluzione sociale, religiosa e storica della società europea, basata sull’unione politica, sul superamento del nazionalismo e sulla guida di una nuova élite morale e intellettuale.
In opposizione alle aristocrazie ereditarie e al materialismo delle masse, Kalergi auspicava la nascita di un'«aristocrazia dello spirito» composta da individui selezionati per merito, cultura e senso etico, capaci di guidare l'Europa verso una nuova era di pace, progresso e cooperazione.
Il saggio di Kalergi, in tempi recenti, ha dato lo spunto alla nascita di diverse teorie del complotto negli ambienti dell'estrema destra europea, la più nota delle quali, cosiddetta del piano Kalergi, denuncia l'autore di avere fornito la base ideologica di un piano, poi messo in pratica da non meglio identificati poteri economici globalisti, tendente a perseguire sostituzione etnica e annullamento delle identità nazionali a favore di una commistione razziale dei popoli europei.

## Composizione
Il saggio è composto da tre sezioni, i quali si suddividono poi in capitoli. Essi sono:
- Adel ("Nobiltà"), scritto nel 1920;
- Apologie der Technik ("Apologia della tecnica"), scritto nel 1922;
- Pazifismus ("Pacifismo"), scritto nel 1924.

## Contenuti

### Adel
In tale capitolo Kalergi illustra la propria visione di una futura umanità meticcia, frutto dell'unione dei gruppi etnici europei e africani.
Nel documento, Kalergi esplica dunque il destino futuro che la popolazione del continente europeo:
(ibidem, p. 23)
Sempre nella stessa pagina, argomenta tale affermazione:
(ibidem, p. 23)
Inoltre nel libro definisce e propugna la superiorità degli ebrei rispetto al resto delle altre razze dell'umanità, attribuendo loro un ruolo importante come esempio di élite non solo sul piano spirituale ma anche in quello intellettuale:
(ibidem, p. 49)